# Iglesia de San Cristóbal (Granada)

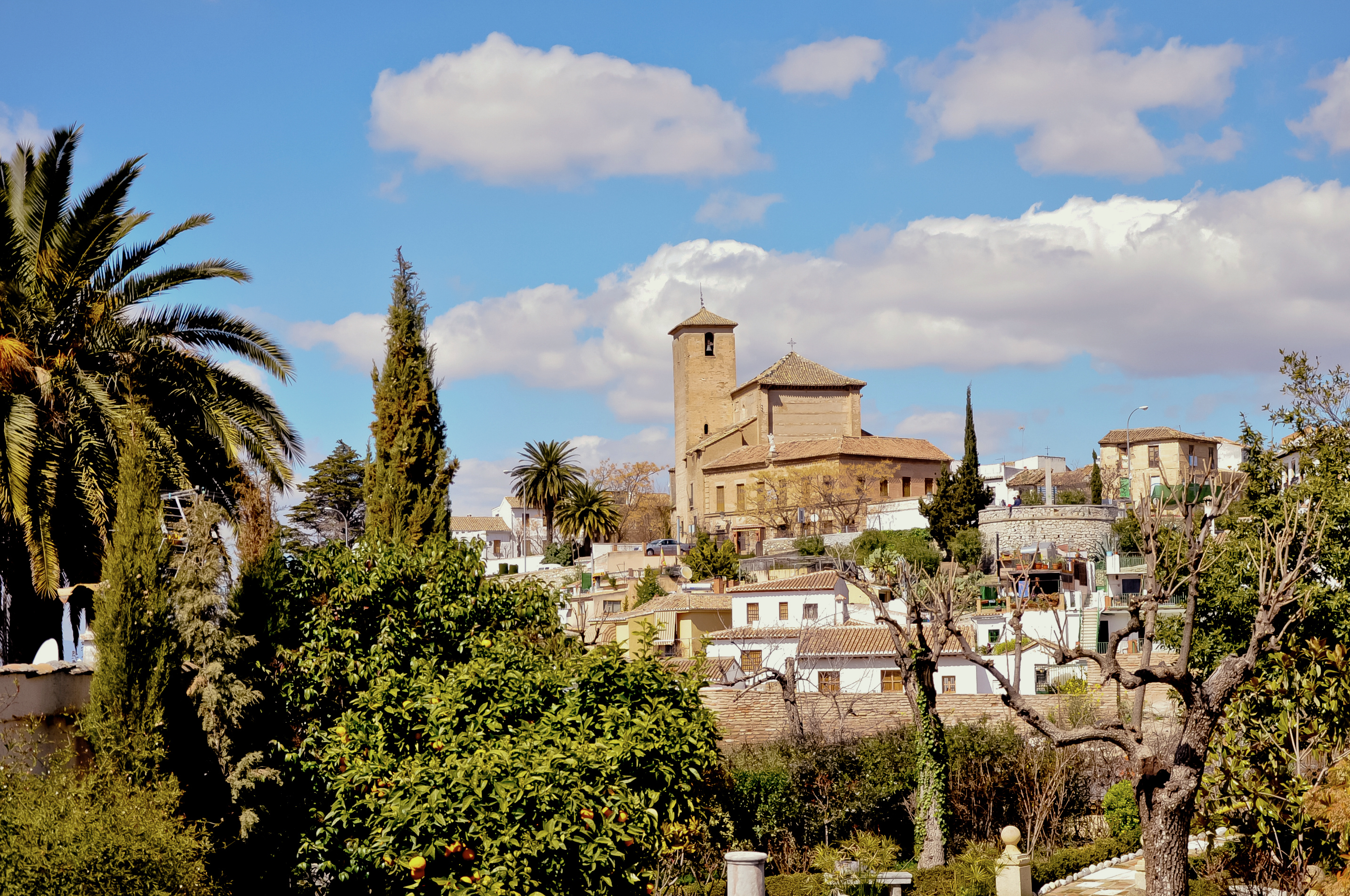
Iglesia de San Cristobál

De Iglesia de San Cristóbal (Nederlands: kerk van de heilige Christoffel) is een kerk in de wijk Albaicín van de Spaanse stad Granada. Haar patroonheilige is Christoffel.
De kerk werd in 1501 opgetrokken in Mudéjar-kunststijl. Ze kwam in de plaats van een oude moskee als gevolg van de Reconquista die de cultuur van de Moren uit Spanje verdreef. De kerk heeft één beuk en een aantal zijkapellen. In de loop van de tijden is de oorspronkelijke achthoekige dakbedekking vervangen door een eenvoudiger constructie.
De kerk fungeerde als parochiekerk voor de Moren die zich tot het christendom hadden bekeerd en zo hun verblijf in Granada konden veilig stellen. Ook bij deze kerk is een aljibe of waterreservoir gebouwd. De bodem, die bereikbaar is via een trap, ligt meer dan zes meter lager dan het niveau van de straat.